# أبرا
أبرا هي مقاطعة في الفلبين، تتبع Cordillera Administrative Region ‏، بلغ عدد سكانها 241٬160 نسمة، في 2015، عاصمتها بانغويد، تبلغ مساحتها 4٬165٫25 كيلومتر مربع، رمزها البريدي هو 2800–2826.

## الموقع
تشترك في الحدود مع:
- إيلوكوس سور
- كالينغا
- مقاطعة ماونتين.

## التقسيمات الإدارية
- بانغويد
- Boliney [الإنجليزية]‏
- Bucay, Abra [الإنجليزية]‏
- Bucloc [الإنجليزية]‏
- Daguioman [الإنجليزية]‏
- Danglas [الإنجليزية]‏
- Dolores, Abra [الإنجليزية]‏
- La Paz, Abra [الإنجليزية]‏
- Lacub [الإنجليزية]‏
- Lagangilang [الإنجليزية]‏
- Lagayan [الإنجليزية]‏
- Langiden [الإنجليزية]‏
- Licuan-Baay [الإنجليزية]‏
- Luba, Abra [الإنجليزية]‏
- Malibcong [الإنجليزية]‏
- Manabo [الإنجليزية]‏
- Peñarrubia, Abra [الإنجليزية]‏
- Pidigan [الإنجليزية]‏
- Pilar, Abra [الإنجليزية]‏
- Sallapadan [الإنجليزية]‏
- San Isidro, Abra [الإنجليزية]‏
- San Juan, Abra [الإنجليزية]‏
- San Quintin, Abra [الإنجليزية]‏
- Tayum [الإنجليزية]‏
- Tineg [الإنجليزية]‏
- Tubo, Abra [الإنجليزية]‏
- Villaviciosa, Abra [الإنجليزية]‏.